# Falki
Falki (ang. wavelet) – rodziny funkcji zbioru liczb rzeczywistych w zbiorze liczb rzeczywistych, z których każda jest wyprowadzona z funkcji-matki (z tzw. funkcji macierzystej) za pomocą przesunięcia i skalowania:
{\displaystyle \psi _{j,k}(t)=\psi (2^{j}\cdot t+k),}
gdzie:
{\displaystyle j,k} – liczby całkowite,
{\displaystyle \psi } – funkcja-matka,
{\displaystyle \psi _{j,k}} – falka o skali {\displaystyle j} i przesunięciu {\displaystyle k} (zwana też funkcją falkową).
Funkcje te dążą do zera (lub po prostu wynoszą zero poza pewnym przedziałem) dla argumentu dążącego do nieskończoności, zaś ich suma ważona umożliwia przedstawienie z dowolną dokładnością dowolnej funkcji ciągłej całkowalnej z kwadratem, podobnie jak funkcje cosinus o różnych okresach i przesunięciach umożliwiają przedstawienie z dowolną dokładnością każdej całkowalnej funkcji okresowej (zob. transformata Fouriera).
{\displaystyle f(t)=\sum _{j,k\in \mathbb {Z} }2^{j}\langle f,\psi _{j,k}\rangle \cdot \psi _{j,k}(t)\qquad \forall f\in L^{2}(\mathbb {R} ,\mathbb {R} ).}
Falki są używane w analizie i przetwarzaniu sygnałów cyfrowych, w kompresji obrazu i dźwięku, do rozwiązywania równań różniczkowych cząstkowych oraz w wielu innych dziedzinach. Najprostsze z nich to falki Haara.
| Funkcja skalująca {\displaystyle \phi } i falka {\displaystyle \psi } | Amplitudy spektrum częstotliwościowego |
| --------------------------------------------------------------------- | -------------------------------------- |
|                                                                       |                                        |
|                                                                       |                                        |
|                                                                       |                                        |